# Andrei Sîntean
Andrei Sîntean (n. 16 iunie 1999, Sânnicolau Mare, România) este un fotbalist român, care joacă pe post de atacant la Avântul Periam⁠(d) în Liga a III-a. Pe plan internațional, are prezențe la națională pentru România Sub-17 și România Sub-19.